# 190617 Alexandergerst
190617 Alexandergerst este un asteroid din centura principală de asteroizi.

## Descriere
190617 Alexandergerst este un asteroid din centura principală de asteroizi. A fost descoperit pe 19 noiembrie 2000 la Drebach de Jens Kandler. Asteroidul prezintă o orbită caracterizată de o semiaxă mare de 2,56 ua, o excentricitate de 0,29 și o înclinație de 4,5° în raport cu ecliptica.